# Església del Salvador de Freixo de Baixo
L'Església del Salvador de Freixo de Baixo és una església que es troba integrada en un monestir romànic situat a Freixo de Baixo, al municipi d'Amarante, a Portugal. L'existència d'un monestir a Freixo de Baixo, de l'Orde de canonges regulars està documentada des de finals del segle xi.(1) L'edifici actual data del s. XIII.(1) A la fi de l'edat mitjana s'hi afegiren pintures murals a les parets interiors.(1) El monestir anà declinant durant l'edat moderna. Al 1834 fou abandonat i un segle més tard es restaurà.(1) El 1935 es classificà com a Monument nacional i forma part de la Ruta do romànic.(1)